# Кипарис, Фёдор Сергеевич
Фёдор Серге́евич Ки́парис (укр. Федір Сергійович Кіпаріс; 11 мая 1940, село Каташин, теперь Чечельницкого района Винницкой области — ?) — советский и украинский военный и политический деятель, генерал-майор. Народный депутат Украины 1-го созыва.

## Биография
Родился в селt Каташин ныне Чечельницкого района Винницкой области в крестьянской семье.
С 1955 году работал автослесарем в городе Ирпене Киевской области, в дальнейшем служил в Советской армии. Окончил Ульяновское военное училище связи. Служил на командных должностях в Советской армии.
Член КПСС с 1964 по 1991 год.
Образование высшее военное: в 1975 году окончил Ленинградскую военную академию связи имени Буденного. В 1981 году был назначен командиром 101 бригады связи Забайкальского военного округа, где прежде занимал должность начальника штаба. В 1985 году переведен на должность командира отдельной бригады связи Северной группы войск.
В 1987-1988 годах — заместитель начальника Полтавского высшего военного командного училища связи.С марта 1988 начальник Полтавского высшего военного командного училища связи имени маршала Москаленко.
В 1990 году в ходе первых альтернативных парламентских выборов в Украинской ССР был выдвинут кандидатом в народные депутаты коллективом Полтавского высшего военного командного училища связи. 18 марта 1990 года среди 8 претендентов во втором туре был избран народным депутатом Верховного совета Украинской ССР XII созыва (в дальнейшем — Верховной рады Украины I созыва), набрав 46,14% голосов. Член Комиссии ВР Украины по вопросам обороны и государственной безопасности.
Затем — в отставке. Работал заместителем директора Полтавской фабрики «Химпластмасс». Был членом Социал-демократической партии Украины (объединённой).

## Звание
- генерал-майор

## Награды
- орден «За службу Родине в Вооруженных Силах СССР» III ст.
- ордена
- медали